# Баландюк, Сергей Васильевич
Серге́й Васи́льевич Баландю́к — российский предприниматель, основатель корпорации ЭЛАР, председатель правления Фонда поддержки национальных проектов.

## Биография
В 1992 окончил Московский государственный институт электронной техники (МИЭТ) по специальности «Конструирование производства радиоаппаратуры» и Всероссийскую академию внешней торговли по специальности «Международные экономические отношения», квалификация — «Экономист со знанием иностранного языка». Проходил практику в Германии.
В 1992 году основал компанию по производству вычислительной техники и разработке программного обеспечения, которая через несколько лет выросла в крупнейшее предприятие по созданию электронных информационных ресурсов — корпорацию ЭЛАР. Сформировал в России рынки оцифровки и электронных архивов.
К числу особых заслуг С. В. Баландюка относится подготовка и реализация уникальных национальных интернет-проектов о судьбах героев Великой Отечественной войны — Обобщенного банка данных «Мемориал», «Подвиг Народа», «Память Народа» и "Герои Великой войны 1914—1918 годов). Разработка и реализация проекта «Национальная электронная библиотека (НЭБ)». В 2019 году подготовил и реализовал подписание договора о передаче электронных копий документов о советских военнопленных из архивов Германии в Росархив.
В 2011 году докладывал о результатах реализованных проектов на встрече с В. В. Путиным в Новосибирске.
В 2015 году презентовал первый этап реализации проекта Национальная электронная библиотека председателю Правительства Д. А. Медведеву
Является членом Президиума Общероссийской общественной организации малого и среднего предпринимательства «Опора России».
Является членом делового сообщества Ассоциации выпускников МИЭТ. Занимается преподавательской деятельностью.

## Личная жизнь
Женат, двое детей.
В совершенстве владеет английским и немецким языками.

## Награды
- 2008 — Медаль «За заслуги в увековечении памяти погибших защитников Отечества» — за большой личный вклад в увековечение памяти погибших защитников Отечества, установление имен погибших и судеб пропавших без вести военнослужащих, проявленные при этом высокие моральные и деловые качества, усердие и разумную инициативу, оказание содействия в решении задач по увековечению памяти погибших защитников Отечества медалью Министерства обороны Российской Федерации «За заслуги в увековечении памяти погибших защитников Отечества»[23][24]
- 2011 — «За отличие в поисковом движении» I степени — награждён знаком отличия Министерства обороны Российской Федерации.[25]
- 2012 — В январе 2012 года С. В. Баландюк был отмечен Благодарностью Президента России за большой вклад в работу по восстановлению, сохранению и оцифровке редких и особо ценных изданий, хранящихся в президентских библиотеках[26]
- 2015 — Кавалер Императорского ордена Святого Равноапостольного Князя Владимира 4-й степени — соответствующий Указ был подписан Великой Княгиней Марией Владимировной Романовой.[27]
- 2017 — В феврале 2017 года решением наградной комиссии Общероссийской общественной организации по увековечиванию памяти о погибших при защите Отечества «Поиск» и Благотворительного военно-патриотического фонда «Застава Святого Ильи Муромца» награждён медалью «За поисковые заслуги».[28][29][30]
- 2017 — Медаль «Памяти героев Отечества» — В декабре 2017 года награждён медалью Министерства обороны Российской Федерации «Памяти героев Отечества».[31]
- 2018 — Знак преподобного Сергия Радонежского — В ноябре 2018 года за заслуги в области благотворительной деятельности указом губернатора Московской области награждён знаком Преподобного Сергия Радонежского
- 2020 — Орден Почёта (21 августа 2020 года) — за большой вклад в организацию и проведение социально важных, общественно значимых мероприятий[32].
- 2023 — Императорский орден Святого Равноапостольного Князя Владимира 3-й степени — за личный вклад в увековечение памяти погибших при защите Отечества, за заслуги в области благотворительной деятельности.